# Выручка
Вы́ручка (также встречается как оборот и объём продаж) — полная сумма требований (в том числе неоплаченных), предъявленных предприятием или предпринимателем покупателям в результате реализации произведённой продукции, услуг, работ за определённый период. Выручка является одним из видов доходов компании.

## Определение
Согласно п. 5 ПБУ 9/99 выручка — доходы от обычных видов деятельности: от продажи продукции и товаров, поступления, связанные с выполнением работ, оказанием услуг. Выручка принимается к бухгалтерскому учёту в сумме, исчисленной в денежном выражении, равной величине поступления денежных средств и иного имущества и (или) величине дебиторской задолженности услуг. Согласно IFRS 15 выручка — доход, возникающий в ходе обычной деятельности компании, который признаётся, когда компания выполняет обязанность к исполнению в течение периода путём передачи обещанного актива покупателю.
Валовая прибыль равняется разности между выручкой и расходами (издержками) по основному виду деятельности (себестоимостью проданных товаров или услуг). Прирост капитала в результате увеличения по какой-то причине стоимости активов предприятия выручкой не является. Для благотворительных организаций выручка включает общую стоимость полученных денежных подарков.
Выручка от реализации продукции (работ, услуг) включает в себя денежные средства либо иное имущество в денежном выражении, полученное или подлежащее получению в результате реализации товаров, готовой продукции, работ, услуг по ценам, тарифам в соответствии с договорами. Нетто-выручка, в отличие от брутто-выручки, уменьшается на размер налогов.
При этом деятельность предприятия можно характеризовать по нескольким направлениям, например:
- выручка от основной деятельности, поступающая от реализации продукции (выполненных работ, оказанных услуг);
- выручка от инвестиционной деятельности, выраженная в виде финансового результата от продажи внеоборотных активов, реализации ценных бумаг;
- выручка от финансовой деятельности.

Общая выручка складывается из выручки по этим трём направлениям.

## Особенности подсчёта
В бухгалтерском учёте применяют два основных метода подсчёта выручки:
- Кассовый метод — выручкой считается поступившая на счета или в кассу предприятия денежная оплата или полученный в оплату обязательств товар (бартер).
- Метод начисления — выручка начисляется тогда, когда у потребителей возникают обязательства по оплате продукции или услуг предприятия. Чаще всего начисление происходит в момент отгрузки потребителю продукции или предоставления услуг.

## Валовая и чистая выручка
Валовая выручка (англ. gross sales) представляют собой стоимость всех продаж за рассматриваемый период. Чистая выручка представляет собой валовую выручку за вычетом возвратов, уценок проданных товаров (англ. sales allowances) и скидок с продаж (англ. sales discounts). 
Чистая выручка = Валовая выручка - (Скидки, уценки и возвраты реализованных товаров)
Валовая выручка обычно не отражается в отчете о прибылях и убытках. Как правило, выручка, отраженная на отчетах о прибыли и убытках компании, представляет собой чистую выручку (англ. net sales).
| Доходы                                    | Дебит  | Кредит    |
| Выручка                                   |        | $2,000.00 |
| Вычет Возвраты и уценки проданных товаров | $20.00 |           |
| Скидки с продаж                           | $10.00 | $30.00    |
| Чистая выручка                            |        | $1,970.00 |

При этом, возвраты продаж представляют собой возмещение оплаты клиентам за возвращенные товары. Уценки товара – это снижение продажной цены товара ввиду ряда причин, таких как заводской брак, видимые дефекты самого товара или упаковки. Уценка согласовывается после того, как покупатель приобрел товар.